# ジョージ・モーランド
ジョージ・モーランド（英: George Morland, 1763年6月26日 - 1804年10月29日）は、18世紀後期のイギリスの画家。

## 来歴
ロンドンでヘンリー・ロバート・モーランド（1719年 - 1797年）の三男として生まれる。幼少期から精緻なスケッチの技能で注目され、1773年に10歳でロイヤル・アカデミー・オブ・アーツ入学を認められるが14歳の時に中退し、21歳まで父・ヘンリーに師事した。
風景画に定評が有り、特に生き生きとした動物の描写は高い評価を得ていたが浪費癖のために晩年は債務の返済に苦しみ、1804年に41歳で世を去った。

## 雑記
ヒュー・ロフティング『ドリトル先生の郵便局』（1923年刊）では、ドリトル先生の飼い犬・ジップが過去にモーランドの絵のモデルとなり、知り合った犬の飼い主である絵の下手な大道絵描きの所へモーランドを連れて行って代わりに絵を描かせたエピソードが存在する。
1984年に旧ソ連で発行された20コペイカ切手のデザインに「嵐の前」が採用されている。
ロンドンに戻った後、友人となったジェームズ・ウォードの妹（姉）と1786年7月に結婚した。ジェームズ・ウォードも動物画家として知られるようになった。

## ギャラリー

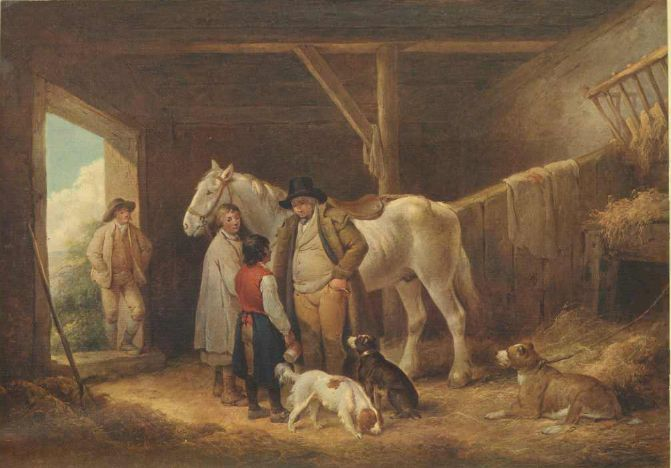
報い（1790年頃）
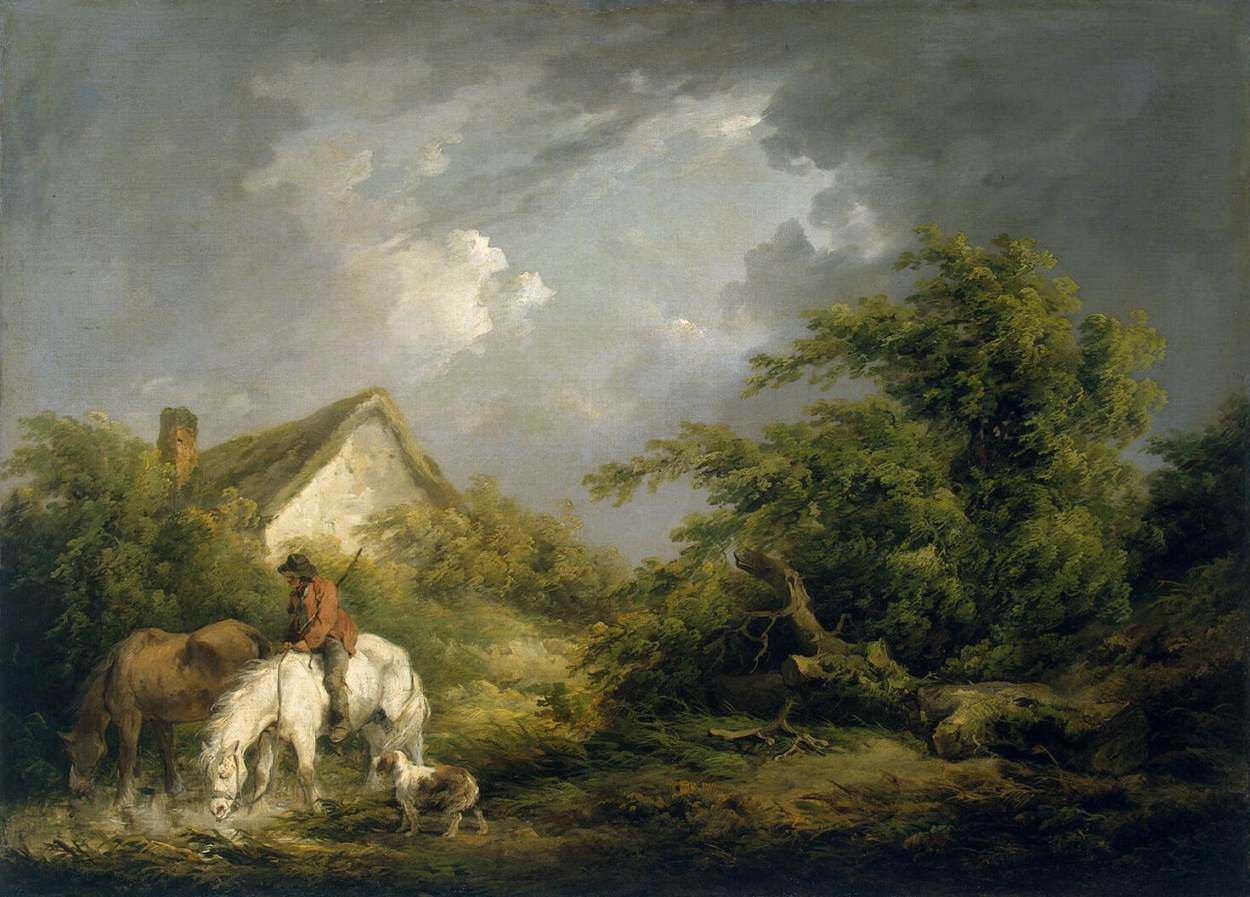
嵐の前（1791年）
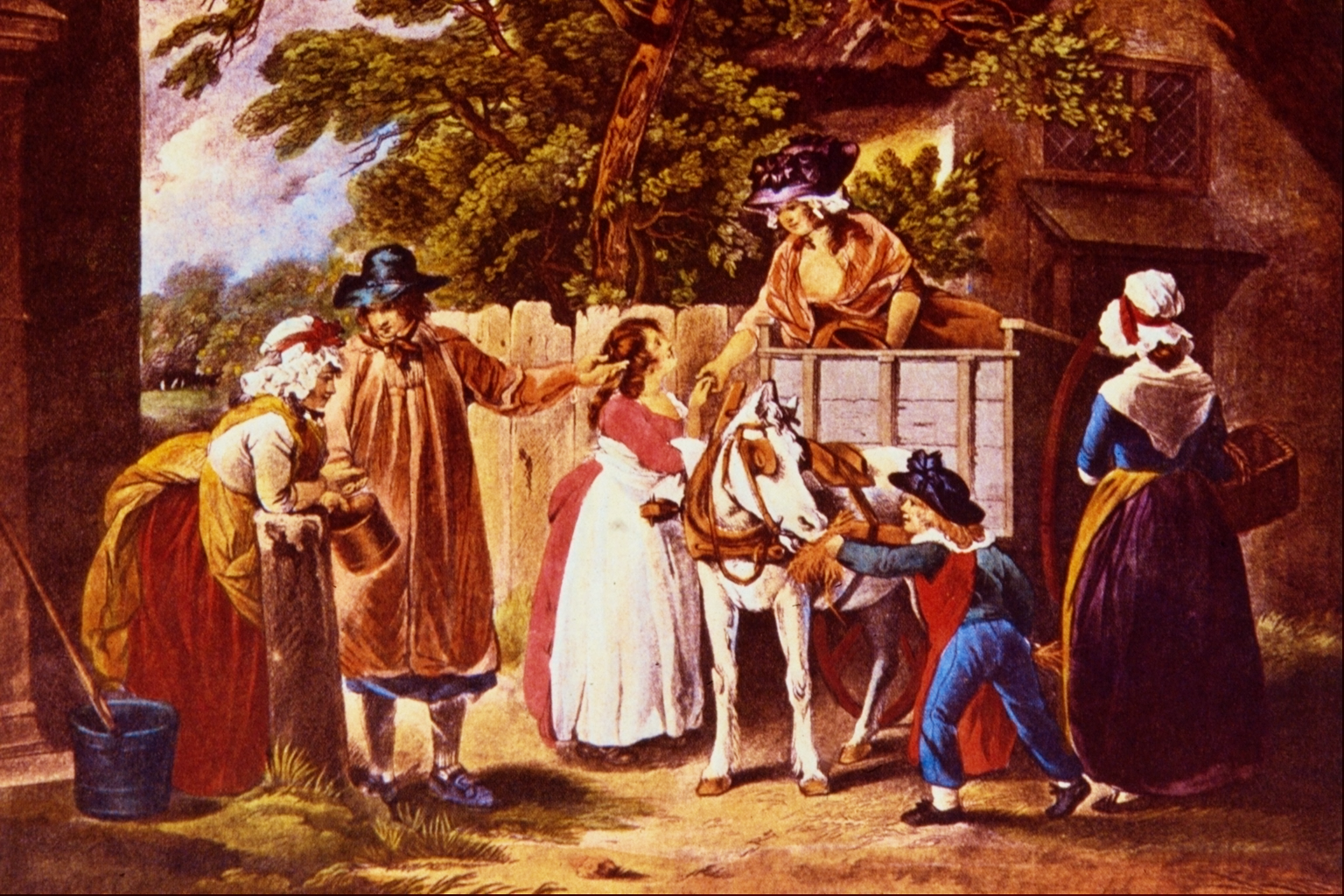
豆売り（1801年）

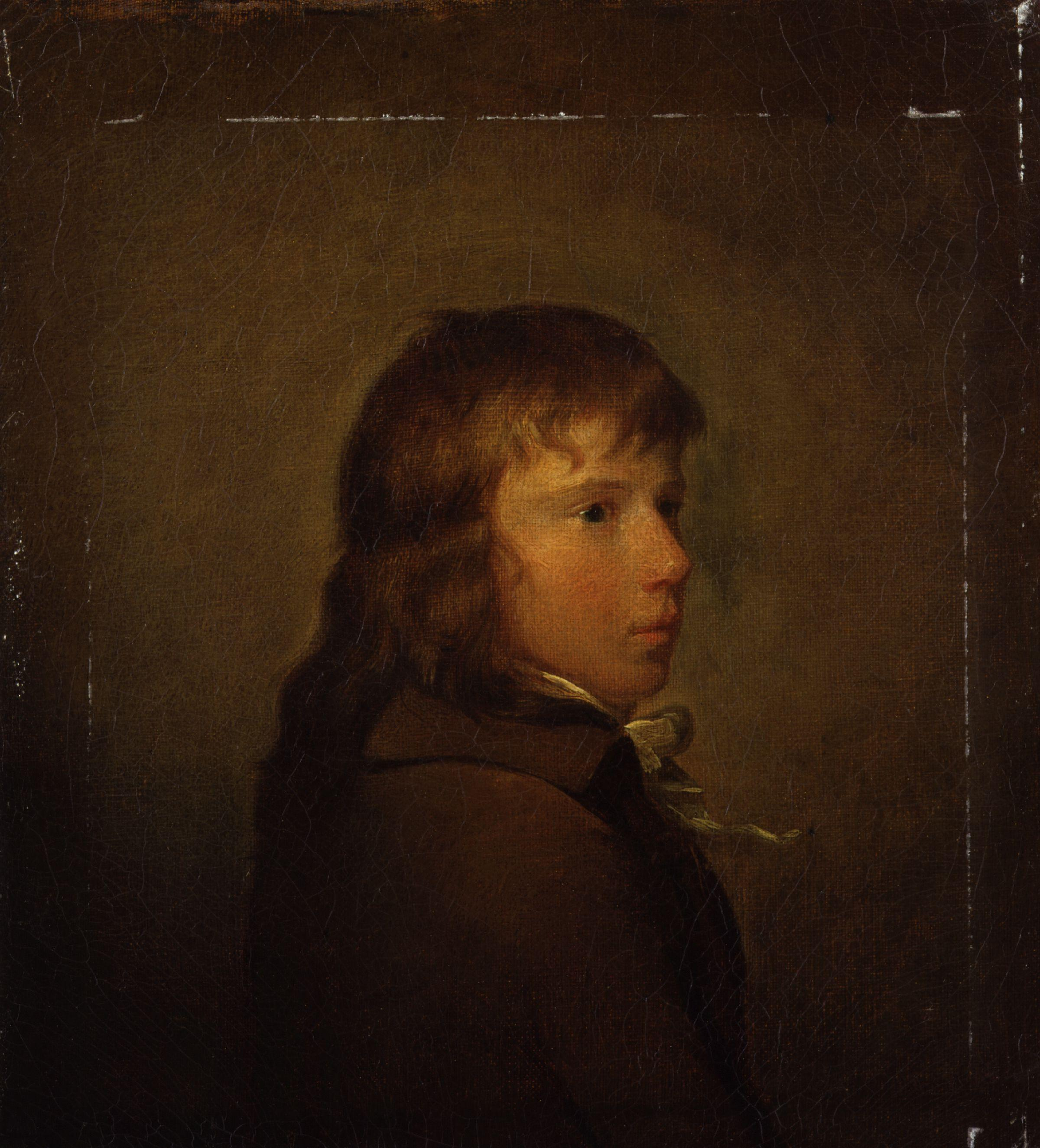
モーランドの自画像（1770年代後半）
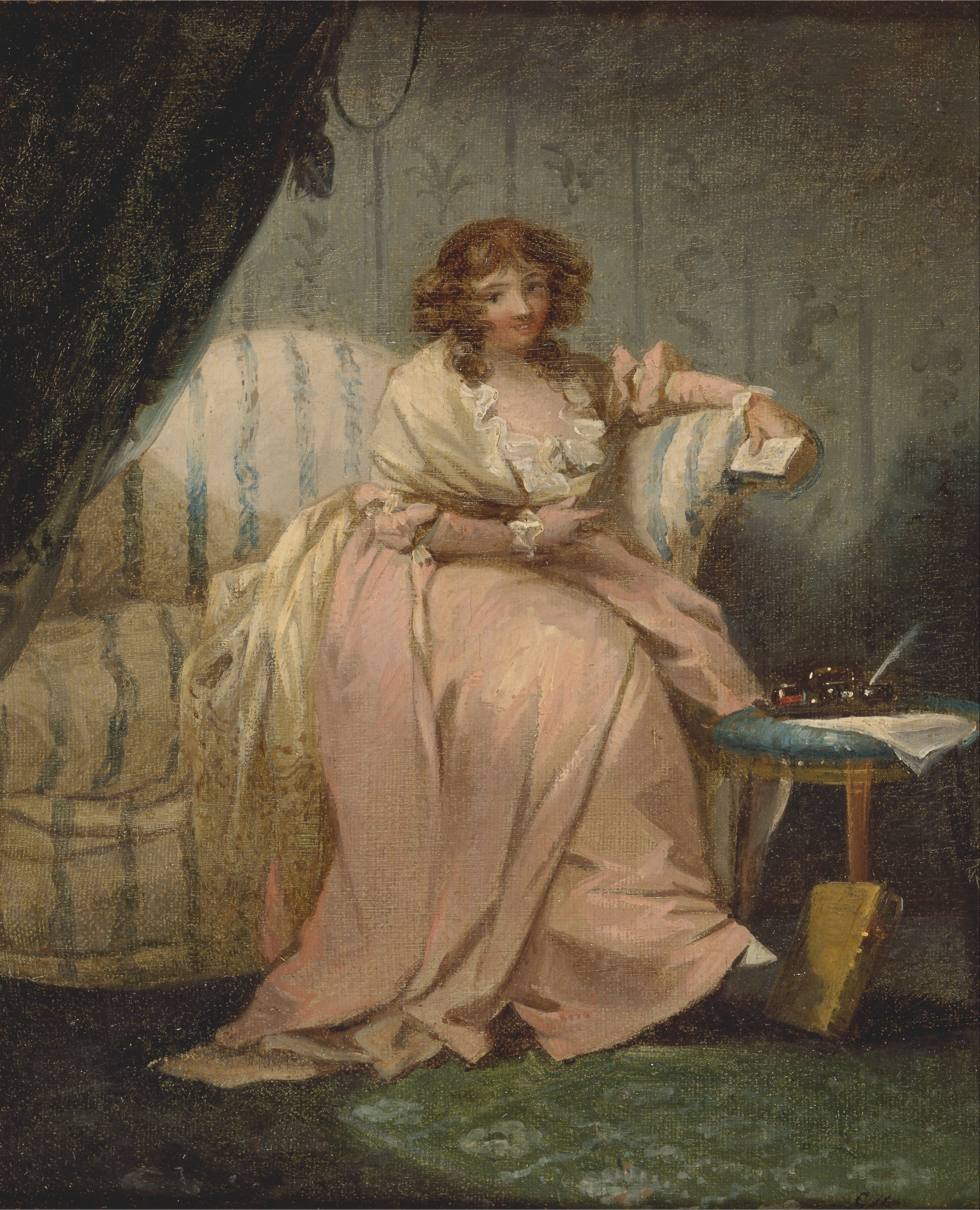
画家の妻
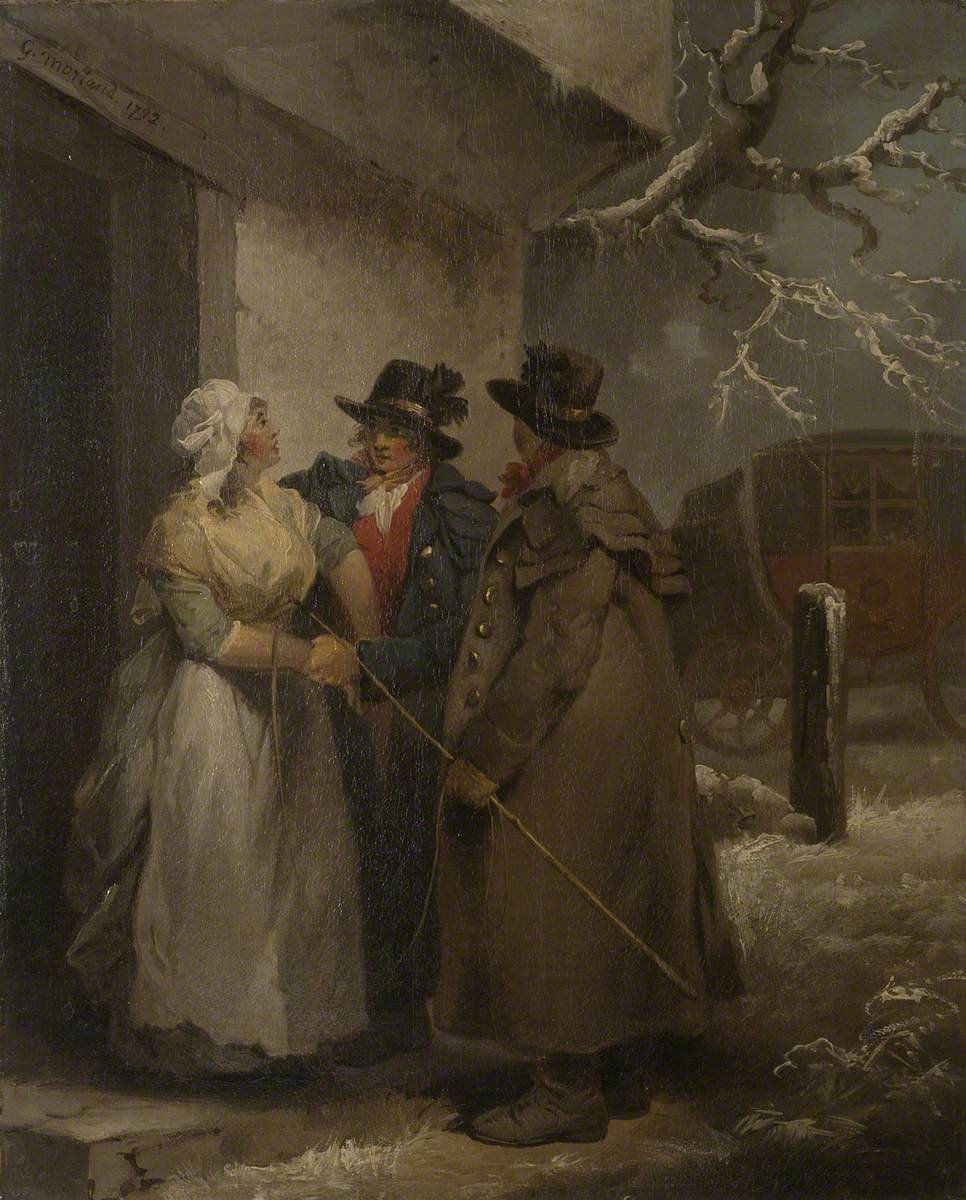
出発
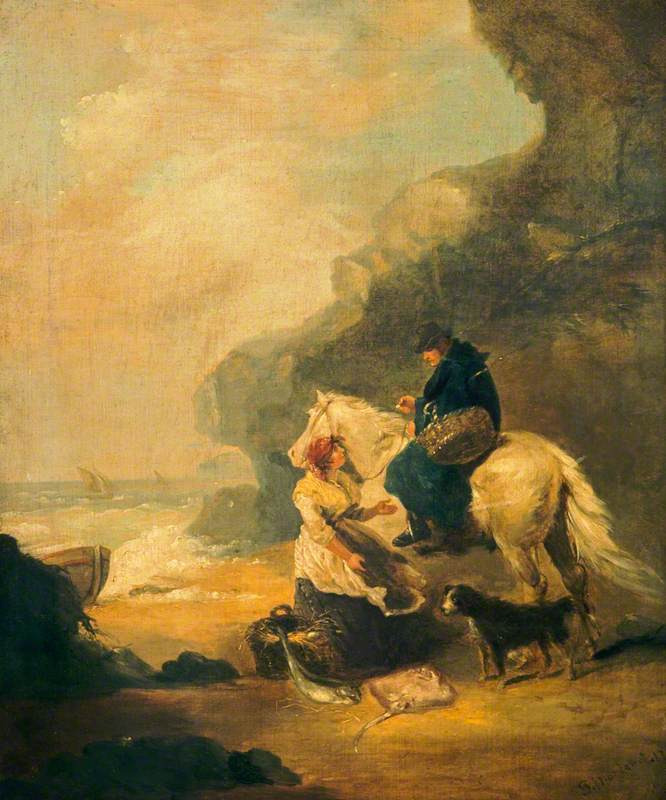
魚売り